# Jogurt
Jogurt je kysaný mléčný výrobek a potravina živočišného původu s nízkým pH a relativně vysokým obsahem bílkovin. Vyrábí se kysáním (fermentací) nejčastěji z kravského mléka působením mléčných bakterií. Následkem fermentace je pak přeměna velké části laktózy na kyselinu mléčnou, případně a další látky. Pokles pH daný kyselinou mléčnou způsobí vysrážení mléčných bílkovin.

## Technologie výroby jogurtu
Jogurt se vyrábí kysáním nejčastěji kravského mléka pomocí fermentačních bakterií. V mléce se po dobu 4–8 hodin a při teplotě asi 40 °C nechávají vyvíjet bakterie, které přemění cukr (laktózu) na kyselinu mléčnou a další vedlejší látky. Pokud se přidají k jogurtu další bakterie (probiotické bakterie) či jiné látky (např. vitaminy, stopové prvky či minerály), můžeme hovořit o jogurtu jako o nejrozšířenější funkční potravině na světě.[zdroj⁠?!]
Nejběžnějšími bakteriálními kulturami používanými pro výrobu jogurtů jsou Streptococcus salivarius a Lactobacillus bulgaricus.
Ve velkém množství pro spotřebitele se ve světě začal jogurt vyrábět teprve na začátku 20. století.
V roce 1933 se objevil první ovocný jogurt. Byl vymyšlen v Radlické mlékárně na Smíchově. Několik lžiček jahodové marmelády na povrchu jogurtu mělo zabránit vytváření plísní. Kromě toho jogurt získal lepší chuť (nebyl tak kyselý). Řešení si Radlická mlékárna nechala patentovat a prodávala licence v tuzemsku i do zahraničí.

## Typy jogurtů

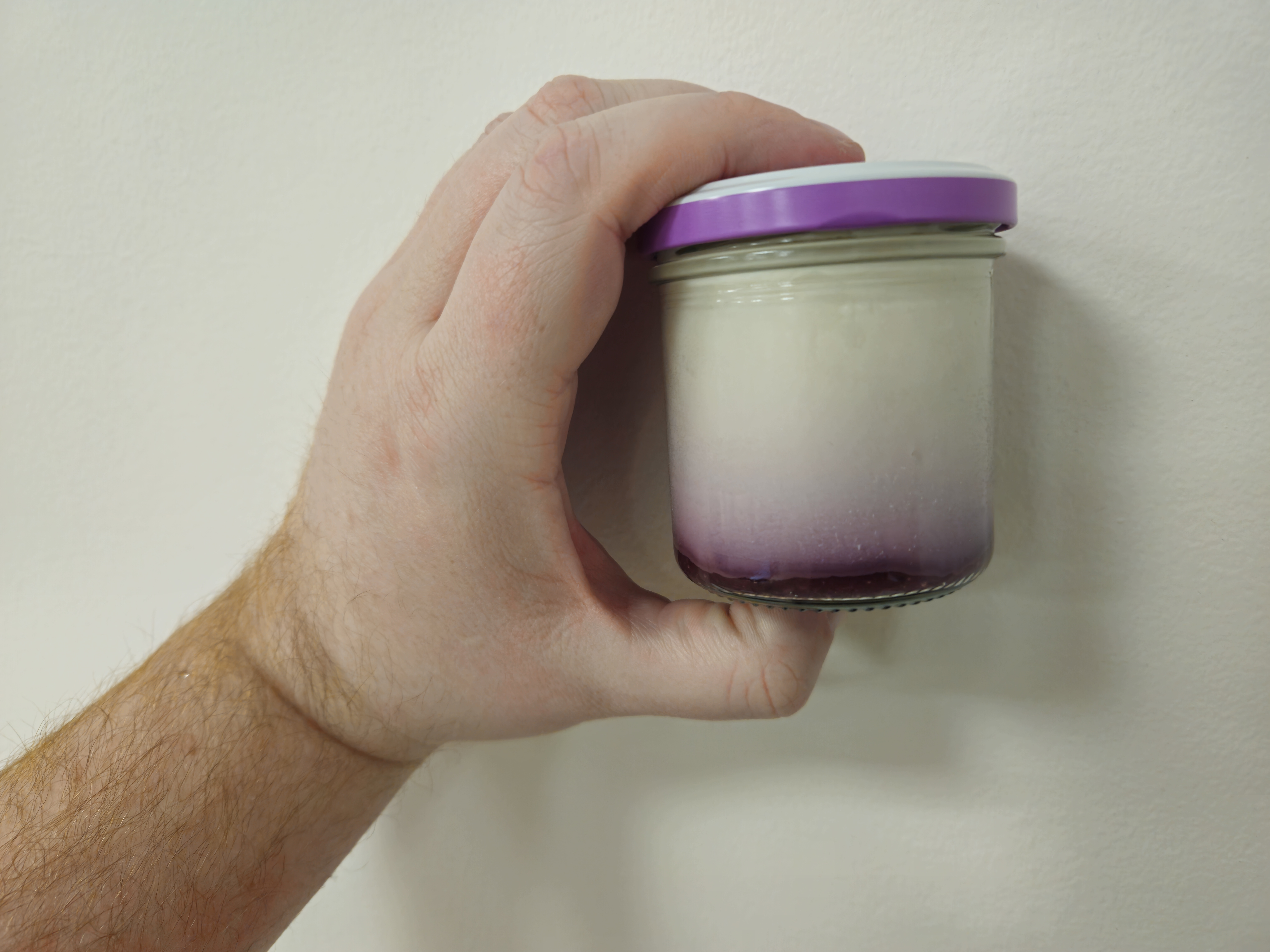
Opočenský jogurt zrající ve skle (vyrobený v roce 2025).

Původně se jogurt nechával kysat přímo ve skleničkách, ve kterých se později prodával. Klasická výroba, kdy mléko prokysává přímo ve spotřebitelském obalu, je dnes vzácnější a takové jogurty patří mezi dražší.  Struktura takto vyrobeného jogurtu (tzv. jogurtu s nerozmíchaným koagulátem) je pevná, gelovitá, lámavá a na lomu nepravidelná. Husté jogurty bývají zahušťovány sušeným mlékem. V případě hustých jogurtů z nehomogenizovaného mléka  se většina tuku usadí ve vrstvě na povrchu jogurtu, zatímco hmota vlastního jogurtu pod ní je spíše nízkotučná.
Postupem času převážila technologie, při níž jogurt kysne v obrovských nádržích (tancích) v mlékárnách a do skleniček či kelímků se stáčí již zkysaný produkt. Konzistence takto vyrobeného jogurtu je krémovitá, hladká a lesklá. Míchaný jogurt typicky mívá menší podíl sušiny a bývá dohušťován škrobem či želatinou.
Řidší typy s koagulátem rozmíchaným v procesním tanku se nazývají jogurtové mléko nebo zákys, typicky bývají ochucené, nejčastěji ovocnou příchutí.
Řecký jogurt: po fermentaci mléka je cezením (filtrováním) odstraněna syrovátka, čímž je zvýšen podíl sušiny a jogurt získá velmi hustou krémovitou konsistenci. U jogurtu řeckého typu je podobného výsledku dosaženo dodatečným přidáním bílkovin.
Skyr: velmi hustý jogurt, jehož sušinu však tvoří zejména mléčná bílkovina, s koncentrací přes 10 %, obsah tuku je naopak nízký.
Typy jogurtů podle mléčné kultury se obvykle nerozlišují, výrobci zpravidla konkrétní složení mléčné kultury neuvádějí a zřejmě to ani nemají uloženo jako povinnost.

## Účinky jogurtu
Jogurt působí blahodárně na střevní mikroflóru člověka a je spolu s acidofilním mlékem nejvýznamnější probiotickou potravinou.

## Kvalita jogurtů v Česku
V bývalém Československu platily do počátku 90. let 20. století normy, podle kterých mohl být jako jogurt označen pouze výrobek, který se skládá z kultury mléka, sušiny a tuku. Tehdejší normy stanovily, že minimální obsah sušiny v bílém jogurtu je 22 %. Po zrušení těchto norem se kvalita jogurtů zhoršila, k částečnému zlepšení došlo v roce 2003, protože podle vyhlášky č. 77/2003 Sb. o mléčných výrobcích smí být jako jogurt označován pouze výrobek, který neprošel žádnou tepelnou úpravou a neobsahuje konzervační látky.
Obsah sušiny v současném běžném bílém jogurtu se pohybuje kolem 12–13 %, minimální obsah sušiny je 8,2 %. Aby jogurty držely hustou konzistenci a neroztékaly se, jsou do mnohých z nich přidávány náhražky a zahušťovadla, jako je bramborová vláknina, bramborový nebo kukuřičný škrob, želatina, pektiny apod. Ovocná složka bývá často nahrazována levnějšími protlaky nebo šťávou z červené řepy, jablek či z mrkve a ochucena příslušnou příchutí.

## Domácí výroba
Na přetváření mléka na jogurt v domácích podmínkách se používá kuchyňský přístroj – jogurtovač.